# Rhabditoides giardi
Rhabditoides giardi är en rundmaskart. Rhabditoides giardi ingår i släktet Rhabditoides och familjen Rhabditidae. Inga underarter finns listade i Catalogue of Life.